# Mocsoládi-erdő
Mocsoládi-erdő este o arie protejată (arie specială de conservare — SAC, sit de importanță comunitară — SCI) din Ungaria întinsă pe o suprafață de 2.586,05 ha, integral pe uscat.

## Localizare
Centrul sitului Mocsoládi-erdő este situat la coordonatele 46°37′01″N 17°49′10″E / 46.616944°N 17.819444°E.

## Înființare
Situl Mocsoládi-erdő a fost declarat sit de importanță comunitară în mai 2004 pentru a proteja 8 specii de animale. Situl a fost protejat și ca arie specială de conservare în februarie 2010.

## Biodiversitate
Situată în ecoregiunea panonică, aria protejată conține 6 habitate naturale: Liziere de ierburi înalte hidrofile de câmpie și de nivel montan până la alpin, Păduri ilirice de stejar și carpen (Erythronio-Carpinion), Păduri aluvionare cu Alnus glutinosa și Fraxinus excelsior (Alno-Padion, Alnion incanae, Salicion albae), Păduri mixte riverane de Quercus robur, Ulmus laevis și Ulmus minor, Fraxinus excelsior sau Fraxinus angustifolia, de-a lungul marilor râuri (Ulmenion minoris), Păduri ilirice de Fagus sylvatica (Aremonio-Fagion), Păduri panonice-balcanice de stejar turcesc - stejar sesil.
La baza desemnării sitului se află mai multe specii protejate:
- amfibieni (1): buhai de baltă cu burta roșie (Bombina bombina)
- mamifere (1): vidră de râu (Lutra lutra)
- nevertebrate (5): croitorul mare al stejarului (Cerambyx cerdo), Cucujus cinnaberinus, rădașcă (Lucanus cervus), fluturele purpuriu (Lycaena dispar), Rosalia alpina
- reptile (1): țestoasa de baltă (Emys orbicularis)

Pe lângă speciile protejate, pe teritoriul sitului au mai fost identificate 1 specie de nevertebrate.